# 灣南村
23°29′37.2″N 120°18′36.3″E / 23.493667°N 120.310083°E
灣南村位於臺灣嘉義縣六腳鄉東南部，境內有一傳統宗教廟宇娘媽堂，盛產花生並出品多樣花生零嘴。

## 地理
灣南村位於嘉義縣六腳鄉的東南方，朴子溪左岸的村落，面積約為2.72平方公里。在故宮南院的東北方。北臨灣北村，東臨太保市的田尾里與舊埤里，西臨蒜頭村與蒜東村，南接工廠村。

## 聚落歷史
村名叫作灣南，是因為日治時期此處原本是屬於「灣內」大字（大字為當時的行政區劃）南半邊的位置。日治時期此村的行政區劃經過三次重大變革，1920年10月以前此村隸屬台南府嘉義廳僕仔腳支廳灣內佃，也有役場。1920年10月1日(大正9年)地方制度改革，廢區置庄，將灣內與旁邊的六腳區合併為六腳庄役場，改隸屬台南縣東石郡朴子街。1920年8月9日庄役場遷於蒜頭，仍稱為六腳庄役場；1945年10月25日之後中華民國政府接掌台灣，1946年（民國三十五年）1月18日成立六腳鄉公所，此村設於台南縣東石區管轄；1950年10月25日後全台行政區域調整，改隸於嘉義縣。

### 歷任村長

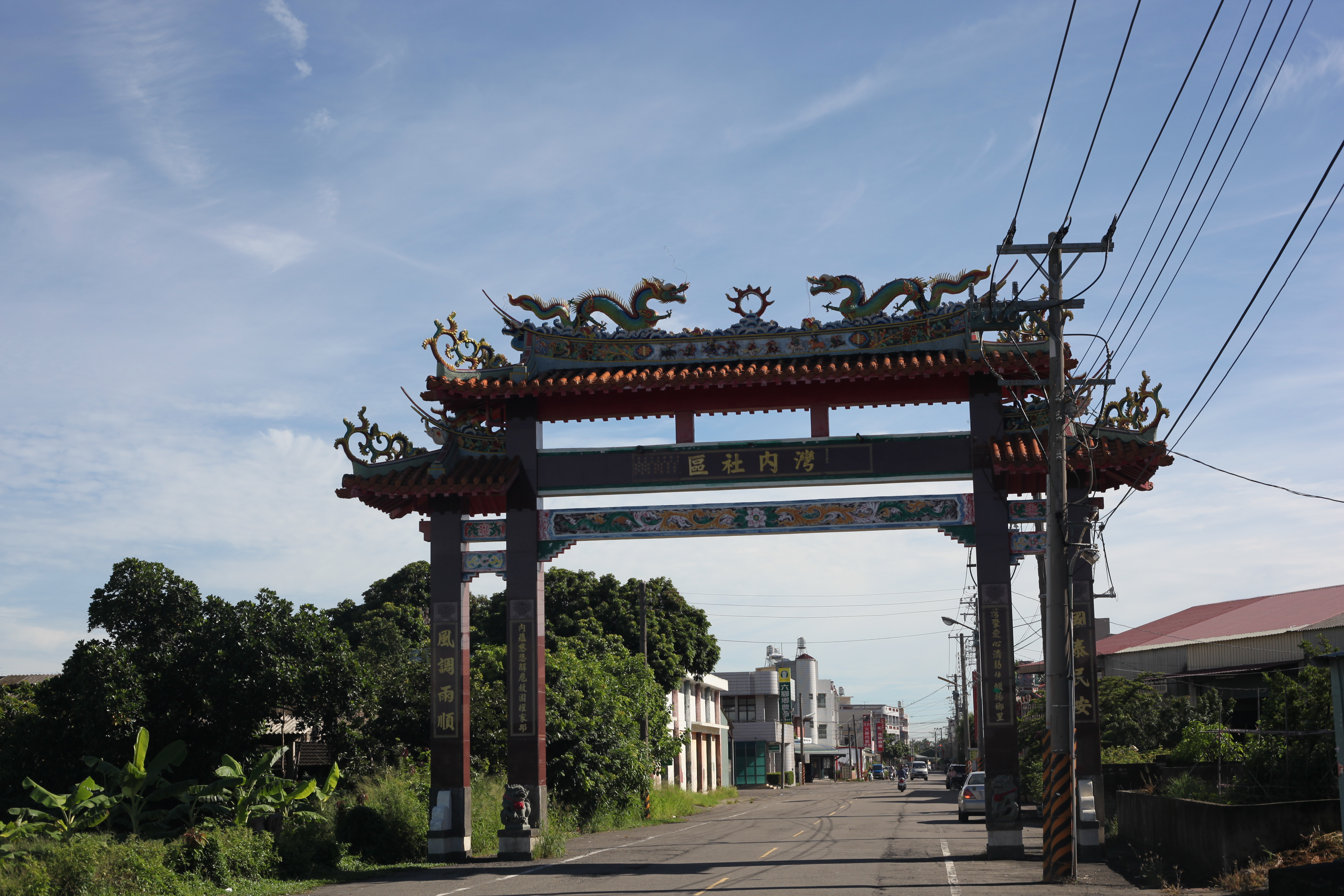
灣北村、灣南村統稱灣內社區，牌樓位於灣南村區域內

| 屆期   | 任期            | 姓名     |
| ------ | --------------- | -------- |
| 第1屆  | 1946-1948       |          |
| 第2屆  | 1948-1950       |          |
| 第3屆  | 1950-1952       |          |
| 第4屆  | 1952-1955       |          |
| 第5屆  | 1955-1958(1959) |          |
| 第6屆  | 1958(1959)-1961 |          |
| 第7屆  | 1961-1965       |          |
| 第8屆  | 1965-1969       |          |
| 第9屆  | 1969-1973       |          |
| 第10屆 | 1973-1978       |          |
| 第11屆 | 1978-1982       |          |
| 第12屆 | 1982-1986       |          |
| 第13屆 | 1986-1990       |          |
| 第14屆 | 1990-1994       |          |
| 第15屆 | 1994-1998       |          |
| 第16屆 | 1998-2002       |          |
| 第17屆 | 2002-2006       |          |
| 第18屆 | 2006-2010       |          |
| 第19屆 | 2010-2014       | 陳國志   |
| 第20屆 | 2014-2018       | 陳國志   |
| 第21屆 | 2018-2020       | 侯金憲   |
| 第21屆 | 2020-           | 簡趙素娟 |

## 教育
灣內國小

## 文化資產
公館娘媽堂：位於灣內8號，祭拜有應公這類的無主神，創立於1803年(清嘉慶八年)，原本僅為小型廟宇，但在光緒年間因為當地發生了幾次的牛瘟，經過地方人士向娘媽祈求後，都平安度過，於是逐漸發展成地方的廟宇一景。有祭典時甚至有布袋戲上百棚，超過半個月的野台戲酬神。

## 特產
灣內是灣南、灣北兩村的合稱，在此村的慶新農產加工廠的負責人牛慶輝曾說，花生加工的事業，傳到他手上已經是第三代；也有文獻指出約在1986年開始村內有花生加工業，當時配合行政院農委會輔導，成立產銷班而起。目前多種植是一般稱作「九號仔」的台南九號花生，此花生原出自台南農業改良場，顆粒雖小但果仁飽滿且香味濃烈。銷量頗豐，灣內村的花生田不夠，當地業者也會向雲林農家買進花生加工，但宣稱不使用國外進口花生。目前有三種花生製品——
- 炒花生： 最傳統的花生零嘴，製作方式是將花生混入溪砂間接加熱、均勻炒乾。
- 鹽香或蒜香花生：之後也有業者在傳統的作法上進行改良，將花生曬乾、浸泡鹽水（或蒜蓉汁）、再次曬乾並炒而成鹽香花生（或蒜香花生）。
- 其他花生產品：如蛋酥花生、芥末花生、鍋巴花生、竹炭花生、花生糖等。[13][14]

## 其他軼事
2015年村長當選嘉義縣模範村長之一。
2004年曾發生嚴重爆炸案。